# 留东同学会会址
留东同学会会址位于中国江苏省南京市玄武区玄武湖公园翠洲南部的翠虹厅，该建筑为欧式风格的三层钢筋水泥结构楼房，米黄色外墙。
1935年由留东同学会（留日陆海空军同学会）会员筹资兴建作为会址，当时楼内设有纪念吴禄贞和蔡锷的合祠，后为蒋经国住宅。在抗日战争期间遭受破坏，1940年重修后为汪精卫在玄武湖的办公处所。1945年抗日战争胜利后，被励志社作为招待美军官兵的翠洲招待所，设有弹子房、餐厅和西餐馆等，1948年被卖与南京市园林管理处，仍为招待所，1949年中华人民共和国建国后为给青少年开展活动的“南京市少年之家”，今为南京市政协委员活动服务中心。